# كلخ أطلسي
الكلخ الأطلسي (باللاتينية: Ferula atlantica) نوع نباتي يتبع جنس الكلخ من الفصيلة الخيمية.

## الموئل والانتشار
النبات واطن في المغرب.